# Selección femenina de fútbol de Checoslovaquia
La selección femenina de fútbol de Checoslovaquia era la selección nacional femenina de fútbol que representaba a Checoslovaquia. Se estableció en 1968, en medio de la Primavera de Praga, lo que la convierte en una de las selecciones nacionales pioneras del fútbol femenino.
El primer partido de Checoslovaquia se jugó el 23 de febrero de ese año en Viareggio, Italia, contra el también debutante equipo italiano, y resultó en una derrota por 2-1. En 1970 Checoslovaquia se registró en el primer intento no oficial de una Copa del Mundo, y estaba programado para hacer su debut el 7 de julio en Bolonia contra Dinamarca. Sin embargo, al equipo no se le otorgó una visa para viajar al Bloque Occidental y tuvo que retirarse. Lo mismo sucedió el año siguiente.
El primer partido oficial femenino de Checoslovaquia tuvo lugar en el estadio Petržalka de Bratislava en 1985, y terminó en un empate 2-2 contra Hungría. El equipo pasó dos años sin una victoria en sus siguientes siete partidos.
De octubre de 1987 a noviembre de 1988, Checoslovaquia participó por primera vez en la clasificación del Campeonato de Europa aún no oficial. En el medio tiempo, participó en junio de 1988 en el Torneo por Invitación Femenina de la FIFA de 1988 con sede en China, un ensayo para la primera Copa del Mundo oficial tres años después, donde no logró avanzar a los cuartos de final a pesar de derrotar a Japón y empatar con inminente potencia de Estados Unidos. En el Campeonato de Europa, Checoslovaquia fue derrotada por Alemania Occidental en la última ronda de clasificación.
Durante 1989 y 1990, Checoslovaquia jugó la primera clasificación oficial del Campeonato de Europa, que también sirvió como clasificación para la Copa del Mundo de 1991. Esta vez, el equipo no logró clasificarse más allá de la primera etapa de clasificación, ubicándose tercero en su grupo detrás de Alemania y Hungría. En 1991-1992 tampoco lo logró, perdiendo esta vez ante Italia. Esta fue la última aparición del equipo, ya que Checoslovaquia se disolvió a finales de 1992. A continuación, se fundaron las selecciones nacionales checa y eslovaca, la primera como sucesora del equipo checoslovaco.

## Participaciones
| Competencia                                      | Etapa            | Resultado | Adversario          | Pos. |
| ------------------------------------------------ | ---------------- | --------- | ------------------- | ---- |
| Torneo Internacional de Fútbol Femenino de 1988  | Ronda 1          | 0-1       | Suecia              |      |
|                                                  |                  | 2-1       | Japón               |      |
|                                                  |                  | 0-0       | Estados Unidos      | 3/4  |
| Clasificación para el Campeonato Europeo de 1989 | Ronda 1          | 1–1 0–0   | Bélgica             |      |
|                                                  |                  | 1–0 2–0   | España              |      |
|                                                  |                  | 1–0 3–0   | Bulgaria            |      |
|                                                  |                  | 2–2 0–0   | Francia             | 2/5  |
|                                                  | Cuartos de final | 1–1 0–2   | Alemania Occidental |      |
| Clasificación para la Eurocopa Femenina 1991     | Ronda 1          | 2–0 3–2   | Bulgaria            |      |
|                                                  |                  | 0–5 0–1   | Alemania Occidental |      |
|                                                  |                  | 0-2 3-0   | Hungría             | 3/4  |
| Clasificación para la Eurocopa Femenina 1993     | Ronda 1          | 2–1 3–0   | Polonia             |      |
|                                                  |                  | 0–3 2–2   | Italia              | 2/3  |